# Praecuvierinidae
De Praecuvierinidae zijn een familie van uitgestorven weekdieren uit de klasse van de Gastropoda (slakken).

## Geslachten
- Praecuvierina A. W. Janssen, 2005 †
- Texacuvierina A. W. Janssen, 2005 †